# Anthrax ediditia
Anthrax ediditia är en tvåvingeart som först beskrevs av Thomas Say 1829.  Anthrax ediditia ingår i släktet Anthrax och familjen svävflugor. Inga underarter finns listade i Catalogue of Life.